# Erzbistum Juba

Übersicht über die Bistümer in Sudan und Südsudan; Nr. 8 ist das Erzbistum Juba

Das Erzbistum Juba (lateinisch Archidioecesis Iubaensis, englisch Archdiocese of Juba, arabisch جوبا Dschūbā) amtliche deutsche Schreibung Dschuba, ist eine im Südsudan gelegene römisch-katholische Erzdiözese mit Sitz in Juba.
Die Kirchenprovinz Juba umfasst mit den Suffraganbistümern Malakal, Rumbek, Tambura-Yambio, Torit, Wau und Yei den gesamten Südsudan.

## Geschichte
Um 1923 gehörte der Bereich um Juba zum Apostolischen Vikariat Wau, welches wiederum der Apostolischen Präfektur für das Gebiet um den Nilabschnitt Bahr al-Dschabal unterstellt war.
Ab dem 14. Juli 1927 hatte die Apostolische Präfektur von Bahr al-Dschabal ihren Sitz in Juba.
Am 12. April 1951 erhielt Bahr al-Dschabal sein eigenes Vikariat und bestand bis zum 25. Mai 1961, an dem das Apostolische Vikariat von Juba errichtet wurde.
Am 12. Dezember 1974 wurde das Vikariat zur Erzdiözese erhoben. Seit 2011 ist es das einzige Erzbistum im neu entstandenen Staat Südsudan.
2008 wurde die Katholische Universität von Südsudan durch das Erzbistum Juba gegründet.

## Bischöfe
- Giuseppe Zambonardi MCCI (1. Februar 1928 – 1938)
- Stephen Mlakic MCCI (21. Oktober 1938–  21. Oktober 1950)
- Sisto Mazzoldi MCCI (8. Juli 1950 – 22. März 1965)
- Ireneus Wien Dud (12. Dezember 1974 – 28. Juni 1982)
- Paulino Lukudu Loro MCCI (19. Februar 1983 – 12. Dezember 2019)
- Stephen Ameyu Martin Kardinal Mulla (seit 12. Dezember 2019)

## Kathedrale
Die 1952 errichtete St.-Teresa-Kathedrale in Juba ist die Bischofskirche. Sie wird wegen ihrer Lage im südwestlichen Abschnitt Kator der Stadt Juba auch Kator-Kathedrale genannt.